# Giruá (kommun)
Giruá är en kommun i Brasilien.   Den ligger i delstaten Rio Grande do Sul, i den södra delen av landet, 1 500 km sydväst om huvudstaden Brasília. Antalet invånare är 17 085. Arean är 856 kvadratkilometer.
Terrängen i Giruá är lite kuperad.
Följande samhällen finns i Giruá:
- Giruá

Trakten runt Giruá består till största delen av jordbruksmark. Runt Giruá är det mycket glesbefolkat, med 3 invånare per kvadratkilometer.